# Comuna Natalivka, Hrebinka
Natalivka (în ucraineană Наталівка) este o comună în raionul Hrebinka, regiunea Poltava, Ucraina, formată din satele Natalivka (reședința) și Oleksiivka.

## Demografie
Componența lingvistică a comunei Natalivka
     Ucraineană (98,17%)
     Rusă (1,68%)
     Alte limbi (0,15%)
Conform recensământului din 2001, majoritatea populației comunei Natalivka era vorbitoare de ucraineană (98,17%), existând în minoritate și vorbitori de rusă (1,68%).